# Сков'ятинська сільська рада
Сков'я́тинська сільська́ ра́да — колишня адміністративно-територіальна одиниця та орган місцевого самоврядування в Чортківському районі Тернопільської області. Адміністративний центр — с. Сков'ятин.

## Загальні відомості
- Територія ради: 4,736 км²
- Населення ради: 793 особи (станом на 2001 рік)
- Територією ради протікає річка Нічлава

До 19 липня 2020 р. належала до Борщівського району.
20 листопада 2020 р. увійшла до складу Борщівської міської ради.

## Населені пункти
Сільській раді були підпорядковані населені пункти:
- с. Сков'ятин
- с. Шишківці

## Населення
Згідно з переписом УРСР 1989 року чисельність наявного населення сільської ради становила 925 осіб, з яких 386 чоловіків та 539 жінок.
За переписом населення України 2001 року в сільській раді мешкали 782 особи.

### Мова
Розподіл населення за рідною мовою за даними перепису 2001 року:
| Мова       | Відсоток |
| ---------- | -------- |
| українська | 99,37 %  |
| російська  | 0,63 %   |

## Склад ради
Рада складається з 15 депутатів та голови.
- Голова ради:
- Секретар ради: Щербанюк Тетяна Михайлівна

### Керівний склад попередніх скликань
| Прізвище, ім'я, по батькові | Основні відомості                                    | Дата обрання | Дата звільнення |
| --------------------------- | ---------------------------------------------------- | ------------ | --------------- |
| Попик Петро Степанович      | Сільський голова, 1973 року народження, безпартійний | 26.03.2006   | 31.10.2010      |

Примітка: таблиця складена за даними сайту Верховної Ради України

### Депутати
За результатами місцевих виборів 2010 року депутатами ради стали:

#### За суб'єктами висування
| Суб'єкт висування | Кількість обраних депутатів | %   |
| ----------------- | --------------------------- | --- |
| Самовисування     | 16                          | 100 |

#### За округами
| № округу | Прізвище, ім'я, по батькові   | Дата визнання обраним | Освіта  | Партійна приналежність | Відомості про обраного депутата                                                               |
| -------- | ----------------------------- | --------------------- | ------- | ---------------------- | --------------------------------------------------------------------------------------------- |
| 1        | Яковишин Тетяна Михайлівна    | 02.11.2010            | середня | позапартійна           | сільськарада, бухгалтерс/р                                                                    |
| 2        | Тодорук Тетяна Григорівна     | 02.11.2010            | середня | позапартійна           | Сковятинськийфельдшерсько-акушерський пункт, завідуючаФАПом                                   |
| 3        | Гуга Дмитро Тодорович         | 02.11.2010            | середня | позапартійний          | ТОВ «Скала», гірник                                                                           |
| 4        | Гнатюк Віталій Володимирович  | 02.11.2010            | середня | позапартійний          | Сков'ятин. с/ р, землевпо-рядник                                                              |
| 5        | Осадчук Володимир Васильович  | 02.11.2010            | середня | позапартійний          | ТзОВ «Перейми», ремонтникштучнихспоруд                                                        |
| 6        | Стасюк Ніна Михайлівна        | 02.11.2010            | вища    | позапартійна           | тимчасово не працює                                                                           |
| 7        | Стасюк Дмитро Іванович        | 02.11.2010            | вища    | позапартійний          | Сков'ятинський НВЗ «Загальноосвітня школа І-ІІ ст. — ДНЗ», директор                           |
| 8        | Буяр Марія Онуфріївна         | 02.11.2010            | середня | позапартійна           | тимчасово не працює                                                                           |
| 9        | Чомко Іван Михайлович         | 02.11.2010            | вища    | позапартійний          | НВФГ «Компанія „Маїс“», технік-електрик                                                       |
| 10       | Гнатюк Оксана Миколаївна      | 02.11.2010            | середня | позапартійна           | Сков'ятинський НВЗ «Загальноосвітня школа І-ІІ ст. — ДНЗ», помічниквихователядошкільної групи |
| 11       | Гураль Іван Васильович        | 02.11.2010            | середня | позапартійний          | Сков'ятинський НВЗ «Загальноосвітня школа І-ІІ ст. — ДНЗ», сезонний кочегар                   |
| 12       | Чайка Василь Іванович         | 02.11.2010            | середня | позапартійний          | ТОВ «Скала», машиніст бульдозера                                                              |
| 13       | Яковишин Дмитро Васильович    | 02.11.2010            | вища    | позапартійний          | Державна податкова служба, заступник начальника Борщівської МДПІ                              |
| 14       | Щербанюк Тетяна Михайлівна    | 02.11.2010            | середня | позапартійна           | Сков'ятинськас/р, секретарс/р                                                                 |
| 15       | Філатов Володимир Миколайович | 02.11.2010            | вища    | позапартійний          | приватний підприємець                                                                         |
| 16       | Стасюк Василь Іванович        | 02.11.2010            | середня | позапартійний          | ТОВ «Скала», водій                                                                            |